# Skrzyszów (województwo śląskie)

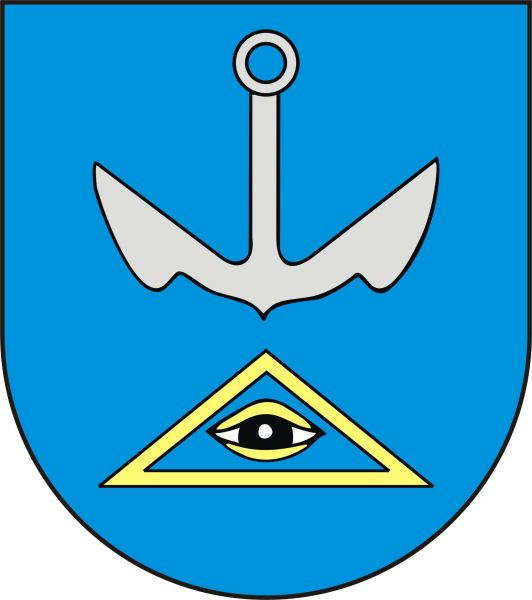
Nieoficjalny herb wsi Skrzyszów

Skrzyszów (niem. Skrzischow) – wieś w Polsce położona w województwie śląskim, w powiecie wodzisławskim, w gminie Godów. Powierzchnia miejscowości wynosi 1156 ha (11,56 km²) i zamieszkuje ją 3672 mieszkańców (stan 31.12.2016 r.).

## Położenie
Skrzyszów położony jest na południu województwa śląskiego w powiecie wodzisławskim. Leży na Płaskowyżu Rybnickim będącym częścią Wyżyny Śląskiej. Historycznie Skrzyszów leży na ziemi wodzisławskiej na Górnym Śląsku. Przez obszar wsi przebiega autostrada A1.
Teren wsi jest pagórkowaty i opada w kierunku dwóch głównych rzek gminy: Olzy oraz Szotkówki. Klimat cechuje duża zmienność i aktywność atmosferyczna. Mają na niego duży wpływ pobliskie Beskidy oraz Brama Morawska. Jest on podobny do klimatu południowej Polski, o wyraźnym ociepleniu, które przedłuża okres wegetacyjny.

## Przyroda
Szata roślinna jest bardzo bogata. W lasach przeważają drzewa liściaste: dęby, buki (od których nazwę wziął nazwę las Buczyna we wsi), brzozy, lipy, klony i jawory.
Świat zwierzęcy pozwala dobrze prosperować na terenie wsi kółku łowieckiemu. Istnieją tu także dobre warunki do wypoczynku i rekreacji.

## Części wsi
| SIMC    | Nazwa    | Rodzaj    |
| ------- | -------- | --------- |
| 0214511 | Dębina   | część wsi |
| 0214528 | Olszyna  | część wsi |
| 0214534 | Pustynia | część wsi |

## Nazwa
- XIV wiek – Crischow
- XV wiek – Crischaw
- XVII wiek – Skrischowitz
- XVIII wiek – Skrischau
- XIX wiek – Skrzischow
- od 1922 – Skrzyszów

Jak podaje Wiesław Sienkiewicz w książce Średniowieczne nazwy miejscowe ziemi rybnickiej Skrzyszów jest nazwą dzierżawczą od staropolskiego imienia Skrzysz. To, że pisownia miejscowości występuje ze znacznymi zniekształceniami wynika stąd, iż jej staropolskie brzmienie nastręczało piszącym w języku łacińskim, czeskim czy niemieckim wielu trudności i nie potrafili dokładnie oddać w pisanych dokumentach jej pierwotnego brzmienia.
Na przestrzeni historii zauważyć można celowe czechizowanie a później zniemczanie nazwy. Podane zniekształcenia mają znikome wartości w stosunku do znaczenia historycznego nazwy pierwotnej, zachowanej przez miejscową ludność jako Skryszów – przez wieki aż do dziś, co jest świadectwem polskości tutejszej ludności.

## Historia

### Początek osadnictwa – wiekXIII
Początki wsi giną w mroku dziejów. Przyjmowany dotąd za moment założenia wsi dokument wystawiony 25 lutego 1286 roku przez biskupa krakowskiego Pawła z Przemankowa dla Fryczka Frytona z Bytomia dokument lokacyjny Cressowicy na założenie wsi według prawa niemieckiego w rzeczywistości dotyczy Krzeszowic.
Z porządków i nadań jakie poczynił Henryk IV Probus po zwycięskiej wojnie nad biskupem wrocławskim Tomaszem II, wnioskować można, że wioska Skrzyszów znalazła się w terytorium księstwa raciborskiego. Potwierdza ten fakt dokument z dnia 10 czerwca 1301 roku wystawiony przez księcia raciborskiego Przemysława, w którym jako świadek występuje miles Adam de Crischowicz (rycerz Adam ze Skrzyszowa).
Prawdopodobnie rycerz Adam był pierwszym właścicielem Skrzyszowa. Rycerz ten już od roku 1291 występuje jako podczaszy księcia Przemysława raciborskiego.

### WiekiXIV,XViXVI
W 1327 roku Skrzyszów przeszedł pod panowanie królów czeskich. W latach 30. XIV wieku został związany z Boguminem. Wtedy to rycerz Werner de Odirberg zwany Paszkiewicz, prawdopodobnie syn Adama ze Skrzyszowa, otrzymał od księcia Leszka miasto i gród Bogumin, część przyległych do niego wiosek Grunów i Zabełków, zaś Skrzyszów jako spadek po Adamie zatrzymał Werner w całości. Przynależność Skrzyszowa do Bogumina trwała prawie sto lat.
Od 1428 roku wśród posiadłości przynależnych do księstwa bogumińskiego Skrzyszów już nie występuje. Prawdopodobnie na początku XV wieku zmienili się właściciele Skrzyszowa. Nieznane jest rodowe nazwisko nowych właścicieli. Od nazwy wsi nazywają się Skrzyszowscy. Rodzina właścicieli Skrzyszowa należała do dosyć zamożnej szlachty. Skrzyszowskich można spotkać w wielu źródłach historycznych: w 1510 roku Wawrzyn Skrzyszowski kupił wieś Gogołowa za 450 guldenów węgierskich, 11 listopada 1519 roku Piotr Skrzyszowski kupił od Rostków z Bzia wieś Jastrzębie za 1350 guldenów węgierskich. Od 1502 r. Skrzyszów należał do Wodzisławskiego Państwa Stanowego.

### XVIIwiek
Na początku XVII wieku Skrzyszów był własnością wolnej szlachty. W 1602 roku Wacław Tanfalt – właściciel Skrzyszowa, wraz z innymi szlachcicami wniósł skargę do króla przeciwko Jerzemu Pławeckiemu – panu na Wodzisławiu o nieprzestrzeganie przywilejów szlacheckich. Tanfalt proces wygrał, ale i tak sprzedał później Pławeckim Skrzyszów łącznie z Szotkowicami. W dokumencie z 1650 roku Skrzyszów wymieniony jest już wśród wsi komornych przynależnych bezpośrednio do pana na Wodzisławiu. W Skrzyszowie urzędował zarządca pana na Wodzisławiu. W drugiej połowie XVII wieku w Skrzyszowie pozostało już tylko 17 dużych pełnołanowych gospodarstw kmiecych oraz 26 mniejszych gospodarstw zagrodniczych. W Skrzyszowie był folwark, który jednak nie podlegał pod zarząd gminy, lecz stanowił samodzielną jednostkę administracyjną. Były również dwa młyny wodne.

### XVIIIiXIXwiek
Na przełomie XVIII i XIX wieku skrajna nędza chłopów doprowadza do wielu powstań chłopskich. Jedno z nich mało miejsce w lutym 1811 roku, na czele tego powstania w rejonie stanął sołtys wsi Jedłownik. W oddziałach powstańczych znalazło się wielu chłopów skrzyszowskich. Po zniesieniu pańszczyzny, w 1864 roku w Skrzyszowie wykonano pomiary katastralne gruntów. W 1865 roku mieszkańcy Skrzyszowa posiadali 1705 mórg ziemi, tj. 626 ha, do folwarku należały 592 morgi – 168 ha ziemi. W folwarku zatrudnionych było 10 osób, z których 9 mówiło tylko po polsku. W gminie znajdowało się 158 zagród chłopskich. Sklepu we wsi nie było żadnego. Była natomiast karczma, którą prowadził żyd – Marek Perl. Później karczmę prowadził Kufka. Nikłych zakupów ludność dokonywała na targu w pobliskim Wodzisławiu.
Na przełomie XIX i XX wieku rozpoczęła się emigracja zarobkowa. Młodzi, odważni ludzie, pozbawieni perspektywy znośnych warunków życia na wsi, decydowali się na wyjazd. Wyjeżdżano najczęściej do Westfalii, gdzie pracę znaleźć można było w kopalniach. Emigracja ta dodatnio wpłynęła na rozwój ekonomiczny i społeczny wsi. Emigranci najczęściej wracali w rodzinne strony, a zarobione pieniądze inwestowali w swoje gospodarstwo. Razem z gotówką przywozili też nowe ubrania i stroje według nowej mody, nieznanej dotychczas w Skrzyszowie.

### Lata 1900–1946
Po zakończeniu I wojny światowej o losach Górnego Śląska miał zadecydować plebiscyt. Wśród działaczy górnośląskich rosło przekonanie, że o powrót Śląska do Macierzy trzeba będzie się bić z bronią w ręku. Powstaje POW. W czasie trzech powstań Skrzyszowscy peowiacy brali udział we wszystkich ważniejszych walkach w regionie. W czasie plebiscytu głos za Polską oddało 669 (90%) uprawnionych mieszkańców wsi. 4 lipca 1922 roku Skrzyszów powrócił do Polski. W 1936 roku do użytku oddano nowy kościół parafialny pod wezwaniem św. Michała Archanioła. Już 1 września 1939 Skrzyszów został zajęty przez Niemców. Czas okupacji hitlerowskiej wycisnął na Skrzyszowie, podobnie jak wszędzie swoje ponure piętno. Końcowe miesiące wojny były dniami ciężkiej próby dla Skrzyszowa. Wyzwolenie przyniosły wojska radzieckie, które wkroczyły do Skrzyszowa od strony Mszany 27 marca 1945 roku. Piechotę wspomagały czołgi, które natarły na Skrzyszów od strony Wodzisławia. Tu natarcie zostało zatrzymane i wioska przez 5 tygodni stanowiła linię ciężkich zmagań frontowych. Chociaż mieszkańców ewakuowano do Mszany, to jednak ofiary wśród ludności cywilnej były znaczne. 1 maja 1945 roku linia frontu przesunęła się w głąb Czechosłowacji. Na terenie Skrzyszowa pozostało 10 spalonych czołgów i dwa cmentarze poległych żołnierzy: radzieckich i niemieckich. Pojedyncze, a nieraz zbiorowe mogiły wojsk niemieckich rozrzucone były również po całej wsi. Skrzyszów był wolny, ale bardzo zniszczony. Działania frontowe położyły w gruzach 70% zabudowań. Po zakończeniu II wojny światowej w Skrzyszowie od pierwszego dnia wolności, społeczeństwo włączyło się w nurt odbudowy i zagospodarowania wsi.

### Od 1946
Dużym krokiem ku nowoczesności była elektryfikacja wsi w latach 1946–1947. Nastąpił wielki awans cywilizacyjny wsi przez dostęp skrzyszowskiej młodzieży do szkół ponadpodstawowych i na studia wyższe, co do tej pory było nieosiągalne ze względu na barierę ekonomiczną. Razem z budową kopalń w sąsiednich wioskach, rozpoczął się dalszy ekonomiczny rozwój Skrzyszowa. Od lat 60. znacznie wzrosła zamożność mieszkańców. Zbudowano większość nowych domów typu willowego. Wiele starych domów przebudowano. W 1962 r. w Skrzyszowie założono Stowarzyszenie Hodowców Drobnego Inwentarza. Obecnie na wszystkich ulicach położony jest asfalt. W roku 1986 Skrzyszów uroczyście obchodził 700-lecie istnienia. W latach 1975–1998 miejscowość administracyjnie należała do województwa katowickiego. Od czasu reaktywacji powiatów w 1999 r. Skrzyszów należy do powiatu wodzisławskiego.

## Edukacja
- przedszkole „Bajkowe wzgórze”
- szkoła podstawowa im. Powstańców Śląskich

## Sport

### Gwiazda Skrzyszów
W Skrzyszowie od 1932 działa klub sportowy LKS Gwiazda Skrzyszów, w którym działają sekcje piłki nożnej i tenisa stołowego (od 1957). Piłkarze rozpoczęli rozgrywki w klasie C, już w 1935 awansowali do klasy B, a w 1937 do klasy A. Okres dobrych wyników Gwiazdy przerwała wojna, po której przystąpiono do organizowania klubu od nowa jako LKS „Polonia” Skrzyszów. W 1949, po awansie do klasy A, klub przeniesiono do Rybnika. Gwiazdę reaktywowano w 1950, ponownie grano w klasie C, a już w 1952 Skrzyszowski klub awansował do klasy A, w której grał, z jednoroczną przerwą, aż do 1974. W latach 1974–1985 Gwiazda grała w klasie A, by w 1985 spaść na 7 lat ponownie do B-klasy. W sezonie 1991/1992 klub uzyskał awans do klasy A, w której pozostał przez 10 lat. W sezonie 2000/2001 powstała drużyna rezerw w klasie C, zaś rok później pierwsza drużyna wywalczyła awans do klasy okręgowej, a juniorzy zdobyli mistrzostwo juniorów Podokręgu Rybnik. W sezonie 2002/2003 druga drużyna awansowała do klasy B. W sezonie 2004/2005 Gwiazda zwyciężyła w rozgrywkach klasy okręgowej i awansowała do IV ligi, zaś Gwiazda II awansowała do klasy A. Obie drużyny grały w swoich klasach przez dwa lata – w sezonie 2006/2007 pierwsza drużyna zajęła ostatnie miejsce w IV lidze i spadła do klasy okręgowej, a Gwiazda II spadła do klasy B. Sekcja tenisa stołowego aktualnie gra w III lidze polskiej.

## Komunikacja
W Skrzyszowie znajduje się siedem przystanków autobusowych, skąd kilkanaście razy dziennie autobusy odchodzą do Wodzisławia Śl. oraz Jastrzębia-Zdroju (przez Godów i Gołkowice). Prócz tego autobusy jeżdżą kilka razy dziennie do Godowa, Gołkowic, Krostoszowic oraz Szotkowic.
Przez miejscowość przebiega autostrada A1 (północ-południe), a konkretnie odcinek pomiędzy węzłami Mszana i Gorzyce oraz droga powiatowa Wodzisław Śląski-Godów.

## Samorząd
Skrzyszów posiada 4 z 15 miejsc w Radzie Gminy Godów.

## Podział administracyjny
Skrzyszów, mimo iż nie oficjalnie nie jest podzielony administracyjnie, posiada jednak dzielnice historyczne. Są to:
- Pasieki
- Pustynia
- Olszyny
- Podbucze (obecnie samodzielna wieś)
- Szotkowice (obecnie dzielnica miasta Jastrzębie-Zdrój)